# Che chiagne a ffà!/'O core mio
Che chiagne a ffà!/'O core mio, pubblicato nel 1966, è un singolo del cantante italiano Mario Trevi.

## Storia
Il disco contiene due brani inediti di Mario Trevi. Il brano Che chiagne a ffà! (all'epoca conosciuto anche con il nome  'O bacio 'e Giuda) è presentato da Trevi e Tony Astarita al Festival di Napoli 1966, vincendo il terzo premio. Il brano 'O core mio vede tra gli autori lo stesso Trevi, con lo pseudonimo Iverta.

## Tracce
Lato A
- Che chiagne a ffà! (Annona-Acampora-Donadio)

Lato B
- 'O core mio  (Palomba-Iverta-Alfieri)

## Incisioni
Il singolo fu inciso su 45 giri, con marchio Durium- serie Royal (QCA 1365).
Direzione arrangiamenti: M° Eduardo Alfieri.